# تشارلز واتسون (ضابط بحري)
تشارلز واتسون(بالإنجليزية: Charles Watson) (1714 -1757)
نائب الأدميرال (ضابط برتبة فريق في البحرية الملكية البريطانية)، شغل لفترة وجيزة منصب الحاكم الاستعماري لمنطقة نيوفاوندلاند، وتوفي في كلكتا الهند.

## السيرة
هو ابن جون واتسون من زوجته، شقيقة السير تشارلز واجر (1666-1743) اللورد الأول للأميرالية.
انضم واتسون إلى البحرية كمتطوع على متن السفينة (إتش إم إس رومني) عام 1728. تمت ترقيته إلى رتبة ملازم عام 1734، ثم أصبح نقيب واستلم قيادة السفينة (إتش إم إس جارلاند) عام 1738. بعدها انتقل إلى سفينة إتش إم إس بليموت) في مايس 1741، ثم إلى سفينة (إتش إم إس دراجون) في تشرين الثاني عام 1743 والتي قادها في معركة تولون. في عام 1746 انتقل إلى (إتش إم إس برينسيس لويزا) التي قادها في معركة كيب فينستر الأولى في مايس 1747، وفي معركة كيب فينيستر الثانية في تشرين الأول 1747. في كانون الأول 1748 تم تعيينه قائداً عاماً لمحطة نيوفاونلاند وأمريكا الشماليةمع عمله في (إتش إم إس ليون). أصبح حاكماً لنيوفاوندلاند والقائد العام
ل كيب بريتونعند وصوله عام 1748.وبصفته حاكماً لنيوفاوندلاند، شرع في ترحيل الكاثوليك الايرلنديين والاسكتلنديين من المستعمرة.
في عام 1754 أصبح القائد الأعلى لجزر الهند الشرقية.
طلبت القوات الأنجليزية المستوطنة في فورت وليام بالهند المساعدة من رئاسة فورت سانت جورج في مدراس، والتي ارسلت العقيد روبرت كلايف والأدميرال تشارلز واتسون.
استعادة كلكتا في 2 كانون الثاني 1757.
لكن التواب ساروا مرة أخرى إلى كلكتا في5 فبراير 1757، ولكنهم فوجئوا وقت الفجر بهجوم من قبل الأنجليز، مما أدى إلى معاهدة أليناجار في 7 فبراير 1757. إلا أن النواب تلقّوا دعمًا فرنسيًا لاحقًا، وتبع ذلك معركة تشانداناجار في مارس، ثم معركة بلاسي في يونيو 1757. رُقّي واتسون إلى رتبة نائب أميرال للبحرية البيضاء عام 1757. ويُعتقد أن صعوده السريع في الرتبة يُعزى إلى عمه، السير تشارلز واجر، الذي كان أول لورد للأميرالية.

## الأسرة
تزوج تشارلز واتسون من ريبيكا بولر ابنة جون فرنسيس بولر(1695-1751) من مورتال في كورنوال عام 1741. كانت وريثة مشتركة لقصر كومب مارتن، الذي ورثته بالاشتراك مع أخيها فرانسيس بولر من أنتوني هاوس في كورنوال من والدها. وكان ابنهما وريثًا له.

## وفاته
توفي ضابط البحرية الملكية الفريق تشارلز واتسون في الهند وذلك لتأثير المناخ سلباً عليه مما ادى الى تقويض صحته وتدهورها.

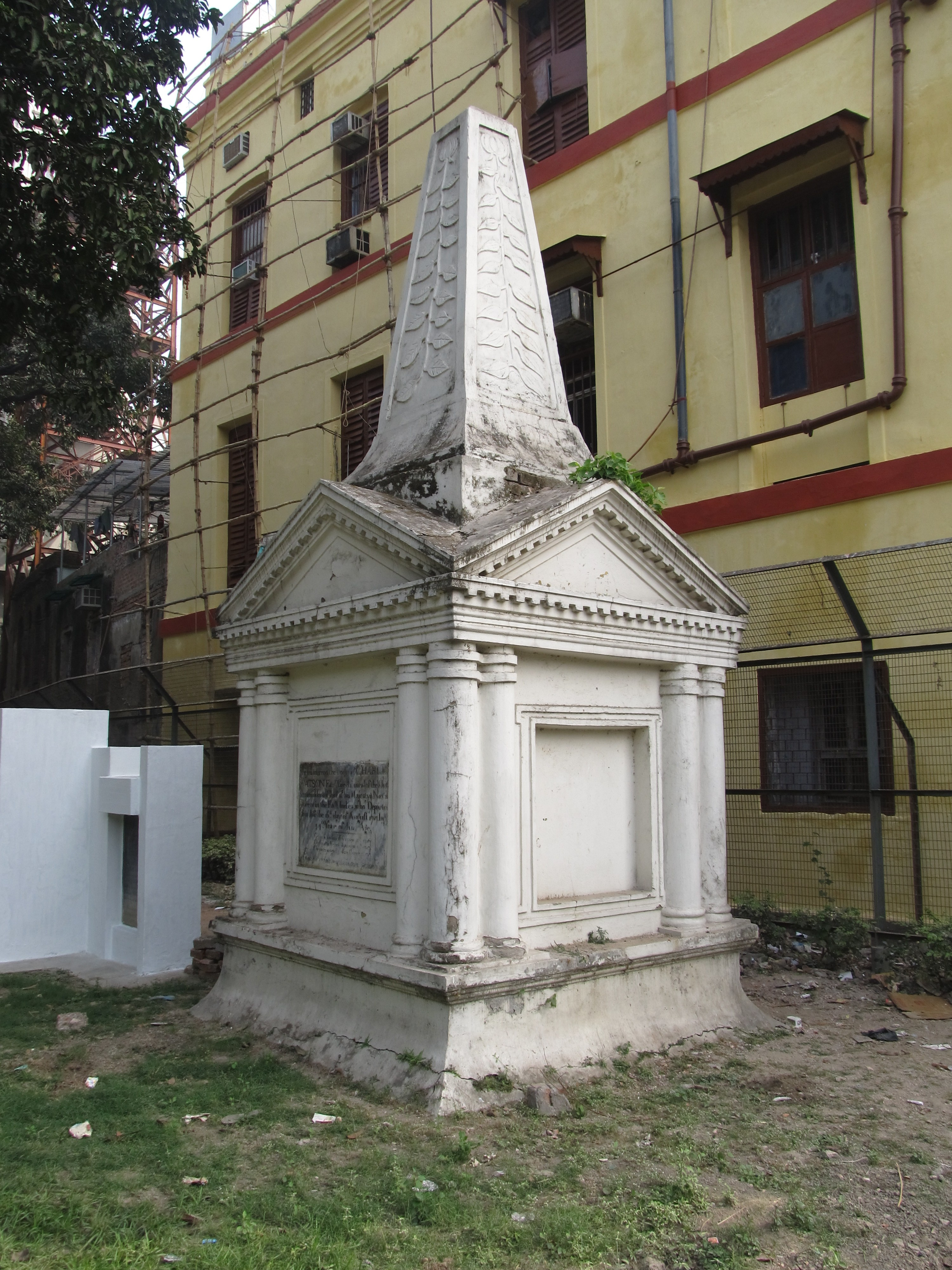
قبر تشارلز واتسون في ساحة كنيسة القديس جون في كلكتا-الهند
.

دفن في ساحة كنيسة القديس يوحنا، بمدينة كلكتا يوم 16 آب 1757، وقبره ظاهر ومبني. تم عمل نصب تذكاري له وهو موجود عند دير وستمنستر في لندن.